# Eligmodontia hirtipes
Eligmodontia hirtipes és una espècie de mamífer rosegador de la família dels cricètids. Habita el centre-oest de Sud-amèrica.

## Taxonomia
Aquesta espècie fou descrita l'any 1902 pel zoòleg britànic Thomas.

## Localitat tipus
La localitat tipus referida és: "Challapat, 3.750 msnm, llac Poopó, Oruro, Bolívia".

### Caracterització i relacions filogenètiques
Aquesta espècie forma un clade amb E. morgani. Fou tractada com a sinònim o subespècie de E. puerulus, però proves cariotípiques i moleculars n'avalen el tractament específic. La subespècie E. h. jacunda fou descrita al nord-oest argentí (Jujuy, departament de Cochinoca, Abra Pampa).